# モーセとカナンからの遣い
『モーセとカナンからの遣い』（モーセとカナンからのつかい、伊: Mosè e i messaggeri da Canaan、英: Moses and the Messengers from Canaan）は、イタリア・バロック期の画家ジョヴァンニ・ランフランコが1621-1625年にキャンバス上に油彩で制作した絵画である。『旧約聖書』中の「民数記」 (13ː1-33) にある出来事を主題としている。現在、ロサンゼルスのJ・ポール・ゲティ美術館に所蔵されている。

## 作品
この絵画はローマのサン・パオロ・フオーリ・レ・ムーラ大聖堂内の秘蹟礼拝堂のための連作に属していたものである。モーセはカナンの地が本当に果物のなる土地か見極めるために12人の斥候を遣わして、探らせた。彼らはカナンの地の豊饒さの証拠を持ってくる。
額から角を生やしたモーセがひときわ高く立っている。遣いたちは、ザクロ、イチジク、そしてブドウをモーセの足元に置き、確かにカナンの地には乳と蜜が流れていると報告する。ブドウは聖餐の秘蹟のワインを予示するもので、サン・パオロ・フオーリ・レ・ムーラ大聖堂の秘蹟礼拝堂にふさわしい。この絵画は『最後の晩餐』(アイルランド国立美術館、ダブリン) および『ザレパテの未亡人からパンを受け取るエリヤ』 (J・ポール・ゲティ美術館蔵) といっしょに掛けられていた。絵画はおそらく礼拝堂の壁の高いところに展示されていたと思われる。人物たちは下から見上げるように描かれ、堂々たる姿を付与されている。作品は1856年にサン・パオロ・フオーリ・レ・ムーラ大聖堂から取り外され、いく人かの所有者を経た後、J・ポール・ゲティ美術館に収蔵された。